# Ammophila coronata
Ammophila coronata är en biart som beskrevs av A. Costa 1864. Ammophila coronata ingår i släktet Ammophila och familjen grävsteklar. Inga underarter finns listade i Catalogue of Life.